# Die Wand
Die Wand é um filme de drama austríaco de 2012 dirigido e escrito por Julian Pölsler. Foi selecionado como representante da Áustria à edição do Oscar 2013, organizada pela Academia de Artes e Ciências Cinematográficas.

## Elenco
- Martina Gedeck - Die Frau
- Ulrike Beimpold - Luise
- Karlheinz Hackl - Hugo
- Julia Gschnitzer - Keuschlerin
- Hans-Michael Rehberg - Keuschler
- Wolfgang Maria Bauer - Der Mann